# 강원 365
《강원 365》는 춘천MBC TV, 원주MBC TV, MBC 강원영동 TV에서 매주 화요일부터 수요일 오후 6시 5분에 방송 중인 강원 지역 저녁 교양 정보 프로그램이다.

## 개요
1994년에 첫 방송됐으며 최장수 프로그램 중의 하나다.

## 경쟁 프로그램
- 강원도가 좋다 (KBS 춘천 1TV)
- 강원매거진 7 (G1 TV)